# Foldereid
Foldereid är en by i Nærøysunds kommun, Trøndelag fylke, Norge. Byn ligger vid fylkesväg 17, på norra sidan av Foldafjorden, inte långt från gränsen till Nordland fylke.
Byn utgjorde tidigare centralort i dåvarande Foldereids kommun i Nord-Trøndelag fylke.